# Julius Classicus
(Caius?) Julius Classicus est un chevalier romain et aristocrate Trèvire du Ier siècle de notre ère.

## Famille
Selon Tacite, il est issu d'une ancienne lignée royale:
« Classicus nobilitate opibusque ante alios ; regium illi genus et pace belloque clara origo, ipse e maioribus suis hostis populi Romani qual socios iactabat. »

« Classicus surpassait les autres en noblesse et en fortune ; il était de sang royal et sa race s’était illustrée dans la paix comme dans la guerre ; pour lui, il se vantait d’avoir eu dans ses aïeux plus d’ennemis que d’alliés du peuple romain »

## Biographie
Il commandait, dans l’armée romaine, la cavalerie trévirienne, lorsqu’il fit cause commune avec Civilis (70), et devint un des principaux chefs de l’insurrection provoquée par ce dernier.

## Source
« Julius Classicus », dans Pierre Larousse, Grand dictionnaire universel du XIXe siècle, Paris, Administration du grand dictionnaire universel, 15 vol., 1863-1890 [détail des éditions].